# Joey Fatone
Joseph Anthony Fatone , Jr., detto Joey (New York, 28 gennaio 1977), è un cantante, attore e personaggio televisivo statunitense.
È stato un membro del gruppo pop NSYNC. Nel 2001 passa al cinema prendendo parte a On the line, Il mio grosso grasso matrimonio greco e The Cooler. Ha preso parte all'edizione del 2007 di Dancing with the Stars, classificandosi secondo. In seguito ha presentato il gioco a premi The Singing Bee sia nella versione statunitense che australiana.

## Vita e carriera
Fatone è nato nel distretto di Brooklyn, a New York, da una famiglia italo-americana ed è cresciuto nel quartiere di Bensonhurst, durante la sua infanzia. È figlio di Phyllis e Joseph Anthony Fatone, attore e musicista. Ha anche una sorella maggiore, Janine, e un fratello, Steven. Quando aveva tredici anni lui e la sua famiglia si sono trasferiti a Orlando, Florida, dove ha frequentato la Dr. Phillips High School.
Dopo la scuola superiore, Fatone ha cominciato a lavorare agli Universal Studios di Orlando, dove ha recitato nella parte “Wolfie” in Beetlejuice. Nell'estate del 1995 è diventato il quarto membro di un gruppo vocale composto da Justin Timberlake, JC Chasez e Chris Kirkpatrick. Successivamente Lance Bass è stato aggiunto al gruppo che è diventato poi noto come NSYNC.
Nel 2001 Fatone ha preso parte, a fianco del suo compagno di gruppo Lance Bass, al film On the Line della Miramax. Nello stesso anno ha partecipato come guest star, insieme agli NSYNC, ad un episodio de I Simpson, New Kids on the Blecch, e anche ad un episodio di Kim Possible. Nel 2002 ha recitato nel film Il mio grosso grasso matrimonio greco nel ruolo di Angelo, il cugino di Toula. Ha inoltre recitato in The Cooler ed ha interpretato ruoli marginali in film come Red Riding Hood e Homie Spumoni.
Fatone ha presentato per due anni un programma TV della NBC, The Singing Bee. Il 21 agosto 2007 è stato annunciato che Fatone, insieme a Lisa Rinna, avrebbe preso il posto di Joan Rivers e Melissa Rivers per presentate la stagione 2007-2008 di TV Guide per i pre-show sul red carpet. Fatone ha anche partecipato ad un episodio della serie TV Hannah Montana. Nel 2011 è diventato presentatore della serie My Family Recipe Rocks. Nello stesso anno ha recitato in un film horror, Inkbus. Fatone si esibisce regolarmente a fianco di Steel Panther al West Hollywood House of Blues.

### Ballando con le stelle
Nel febbraio 2007 la rete TV ABC ha annunciato che Joey Fatone avrebbe partecipato alla quarta stagione della versione americana di Ballando con le stelle, andata in onda il 19 marzo 2007. La ballerina professionista Kym Johnson è stata la sua partner durante il programma. La coppia ha conquistato il secondo posto, dietro ad Apolo Anton Ohno e Julianne Hough. Fatone ha partecipato nuovamente al programma nel 2012, sempre a fianco di Kym Johnson. Sono stati la seconda coppia ad essere eliminata.

### Performance con gli NSYNC
Il 25 agosto 2013 i membri del gruppo N'Sync si sono riuniti per una performance agli MTV Video Music Awards. Hanno cantato Girlfriend e Bye Bye Bye. Dopo la performance, Lance Bass ha affermato che gli NSYNC non hanno in programma di andare in Tour né di produrre nuova musica.

## Vita privata
Nel 2004 Fatone ha sposato Kelly Baldwin. La cerimonia, a cui hanno partecipato tutti i membri degli NSYNC, è avvenuta a Oheka Castle a Long Island, New York. Fatone e sua moglie hanno due figlie, Briahna Joely, nata il 21 marzo 2001, e Kloey Alexandra, nata l'11 gennaio 2010. Il migliore amico di Fatone, Lance Bass, è il padrino di Briahna.

## Filmografia

### Cinema
- Matinee, regia di Joe Dante (1993)
- Il mio grosso grasso matrimonio greco (My Big Fat Greek Wedding), regia di Joel Zwick (2002)
- Star Wars: Episodio II - L'attacco dei cloni (Star Wars: Episode II – Attack of the Clones), regia di George Lucas (2002)
- The Cooler, regia di Wayne Kramer (2003)
- Cappuccetto rosso (Red Riding Hood), regia di Randal Kleiser (2006)
- Beethoven - A caccia di Oss... car! (Beethoven's Big Break), regia di Mike Elliott (2008)
- Il mio grosso grasso matrimonio greco 2 (My Big Fat Greek Wedding 2), regia di Kirk Jones (2016)
- Il mio grosso grasso matrimonio greco 3 (My Big Fat Greek Wedding 3), regia di Nia Vardalos (2023)

### Televisione
- Hannah Montana – serie TV, episodio 2x21 (2008)
- Foursome – serie TV, episodio 2x08 (2017)
- Matrimonio sulla neve (Christmas Wedding Planner), regia di Justin Dyck – film TV (2017)
- Your Pretty Face Is Going to Hell – serie TV, episodio 4x03 (2019)
- How I Met Your Father – serie TV, episodio 2x17 (2023)

## Doppiatori italiani
Nelle versioni in italiano delle opere in cui ha recitato, Joey Fatone è stato doppiato da:
- Simone Mori ne Il mio grosso grasso matrimonio greco, Il mio grosso grasso matrimonio greco 2, Il mio grosso grasso matrimonio greco 3
- Nanni Baldini in Cappuccetto rosso
- Fabio Boccanera in Hannah Montana
- Gianluca Crisafi in How I Met Your Father

## Teatro
- 2002 – Rent
- 2004 – La piccola bottega degli orrori
- 2010 – The Producers
- 2013 – 42nd Street